# IPhone 3G
iPhone 3G je revidirana inačica Apple-ovog mobilnog telefona iPhone serije, najavljena na WWDC '08 konferenciji s početkom prodaje 11. srpnja 2008. godine. Razlike u odnosu na prvu generaciju su softverske i hardverske. iPhone 3G osim quad-band GSM-a ima i UMTS čip kao i integrirani GPS sustav navođenja i integriranom 2 Mpix kamerom kao i u prvom modelu te baterijom većeg kapaciteta. Izgledom se bitnije ne razlikuje od prve verzije, kućište je napravljeno od aluminijske legure presvučene gumiranom plastikom visokog sjaja te s gumbima na lijevoj strani u ovom slučaju od kromiranog čelika. U odnosu na prvi iPhone, iPhone 3G donosi i podršku za 3G mreže.
Softverski je iPhone 3G znatno promijenjen, i tako dolazi s iPhone 2.0 verzijom firmware-a. Iako se isti taj sofver može instalirati i na prvu verziju. Zbog razlike u hardveru neke od funkcija nisu moguće na starijim verzijama. iPhone fimrware 2.0 je poboljšana verzija starijih inačica pa tako sa sobom donosi sljedeće novosti i mogućnosti pri čemu se naglasak stavlja na poslovnu primjenu. OS X iPhone kako se od tad naziva operativni sustav iPhonea donosi integraciju s Microsoftovom Exchange tehnologijom te "Push" poštu, kalendar i kontakte, kao i podršku za napredne protokole poput 802.1x, cisco verification support, kao i napredne mogućnosti "geo-tagiranja" odnosno označavanja uslikanih fotografija s točnom lokacijom pomoću ugrađenog GPS modula. Zajedno s novim 2.0 softwareom dolazi i AppStore, Appleova inačica repozitorija za distribuciju aplikacija, koja nudi preko 30.000 različitih igara i aplikacija za iPhone. 
Dana 17. ožujka 2009. godine prikazana je i nova verzija operativnog sustava za iPhone 3.0. Ova je verzija izašla u lipnju 2009 godine. Kompatibilna je s prvom generacijom iPhone-a uz neka ograničenja koje se tiču samog hardvera uređaja, te 3G iPhone. Najznačajnije novosti su multi-tasking odnosno pozadinski procesi koji do sada nisu bili dozvoljeni u prijašnjim verzijama, podrška za cut/copy/paste, novi univerzalni pretražnik koji istovremeno pretražuje mail poruke, tekstualne zapise, kontakte, glazbu, video itd. zvan Spotlight, mogućnost horizontalne virtualne tipkovnice, podrška za MMS, stereo Bluetooth profile te umrežavanje više telefona u ad-hoc peer 2 peer mrežu te preko 1000 novih API instrukcija pomoću kojih programeri mogu imati detaljniji pristup operativnom sustavu.

## Ostala svojstva
- UMTS/HSDPA (850, 1900, 2100 MHz)
- GSM/EDGE (850, 900, 1800, 1900 MHz)
- Wi-Fi (802.11b/g)
- Bluetooth 2.0 + EDR

## Tehničke karakteristike
- 3,5" Display s rezolucijom od 320X480 Px i 16M boja, s naprednom Multi-Touch tehnologijom koja omogućava prepoznavanje komandi zadanih s više prstiju istovremeno
- tri različita senzora , proximity senzor koji gasi ekran u trenutku kada se telefon prinese uhu za štednju energije i sprječavanje slučajnih dodira, acceleratometer - žiroskopski senzor koji prati inklinaciju telefona i omogućava prilagodbu sadržaja na ekranu, senzor za svjetlo koji automatski prilagođava osvjetljenje ekrana s okolnim uvjetima osvjetljenja
- 8i 16 GB memorije
- UMTS/HSDPA,GPRS, EDGE, Wi-Fi 802.11 b/g, Bluetooth 2,0, USB 2,0
- GPS chip koji zajedno s triangulacijom pomoću Wi-Fi i GSM repetitora tvori aGPS za detaljnije lociranje na karti
- HTML (Safari Browser), E-mail, Exchange i Push podrška
- 2 MP kamera
- Google Maps, Widgets, iPod, Kalendar, Editor slika
- Trajanje baterije: 5 sati razgovora na 3G mreži, 10 sati razgovora na 2G mreži, 300 sati na čekanju, 5 sati sufranja preko UMTS-a, 6 sati sufranja preko Wi-Fi-a, sviranje videa 7 sati, 24 sata audio reprodukcije

## Vanjske poveznice
- iPhone službene stranice
- Magazin za iPhone korisnike  Arhivirana inačica izvorne stranice od 12. veljače 2018. (Wayback Machine)
- Prva Hrvatska stranica namijenjena isključivo za iPhone korisnike  Arhivirana inačica izvorne stranice od 11. siječnja 2012. (Wayback Machine)